# Schinel
Schinel (Cnicus benedictus) este o plantă de cultură din familia Asteraceae, originară din Europa de Est, cunoscută sub mai multe denumiri populare: iarbă amară, șofran sălbatic, scai amar.

## Descriere
Plantă de cultură, cu tulpină dreaptă și înaltă de până la 1 m, simplă sau ramificată, acoperită cu spini, de culoare verzuie sau brun-roșiatică în partea superioară. Frunzele alterne, alungit lanceolate, cu nervuri proeminente; flori galbene tubuloase, grupate în antodii terminale și fructe achene brun-gălbui. Înflorește din luna iunie și până în august.
În scopuri medicinale se recoltează părțile aeriene în perioada înfloririi.

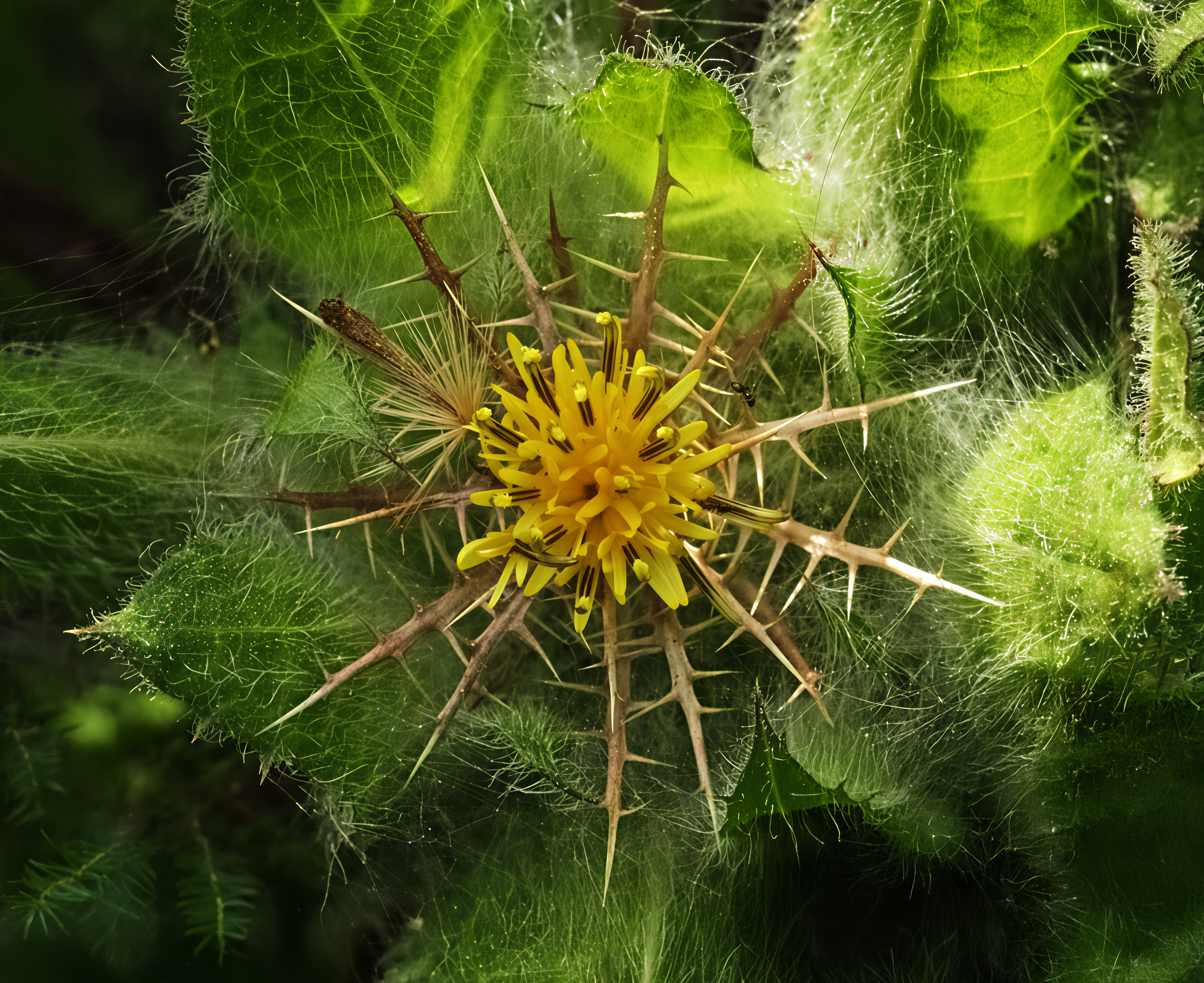
Schinel (inflorescenţă)

## Componenți principali
Sescviterpene (cnicina, benedictinaartemisiifolina și salonitenolidul), fitosteroli și glicozidele lor, acizi grași, mucilagii, taninuri, acizi rezonici, acid nicotinic, vitamina B1, săruri (potasiu, magneziu, calciu).

## Proprietăți
Intern:
- produce o creștere a sucului gastric, îmbunătățind digestia
- mărește pofta de mâncare
- acțiune depurativă și febrifugă
Extern:
- antiseptic
- cicatrizant și trofic

## Indicații
Intern: în anorexie și hiperaciditate gastrică; în tulburări digestive și stări inflamatorii ale stomacului; în boli ale ficatului și în cele ale căilor respiratorii.
Extern: în arsuri, degerături și ulcerații ale pielii.